# Langstaartsibia
De langstaartsibia (Heterophasia picaoides) is een zangvogel uit de familie Leiothrichidae.

## Verspreiding en leefgebied
Deze soort komt voor van de Himalaya tot Sumatra en telt vier ondersoorten:
- H. p. picaoides: van de centrale Himalaya tot noordelijk Myanmar en zuidelijk China.
- H. p. cana: van oostelijk Myanmar tot noordelijk Indochina.
- H. p. wrayi: Malakka.
- H. p. simillima: Sumatra.

## Status
De grootte van de populatie is niet gekwantificeerd maar de soort wordt omschreven als algemeen. Op de Rode lijst van de IUCN heeft deze soort de status niet bedreigd.